# ناحیه حمام الضلعه
ناحیه حمام الضلعه (به عربی: دائرة حمام الضلعة) یک ناحیه در الجزایر است که در استان مسیله واقع شده‌است.